# 황천모
황천모(黃天模, 1957년 8월 29일 ~ )은 대한민국의 정치인이다. 제13대 경상북도 상주시장이다.

## 학력
- 회상초등학교 (중동면 회상리) 졸업
- 중동중학교 (경북) 졸업
- 상주고등학교 졸업
- 한양대학교 법학 학사
- 한양대학교 대학원 법학 석사
- 한양대학교 대학원 법학 박사과정 6기(3년)수료

## 경력
- 한나라당 참정치운동본부 나눔봉사위원회 위원
- 2008.01 ~ 2012.02 : 한나라당 중앙당 상근부대변인
- 새누리당 전략기획본부 정보위원
- 새누리당 통일위원회 위원
- 2012.10 ~ 2012.12 : 제18대 대통령선거 새누리당 박근혜 후보 중앙선거대책위원회 수석부대변인
- 2012.02 ~ 2014.01 : 새누리당 중앙당 수석부대변인
- 새누리당 말글회 회장
- 2014.01 ~ 2016.01 : 대한석탄공사 상임감사
- 2014.09 ~ 2015.03 : 서울대학교 경영대학원 최고경영자 과정 수료
- 2014.10 : 자유한국당(새누리당, 한나라당) 전현직 대변인단모임 회장
- 2016.03 : 서울대학교 총동창회 이사
- 2017.04 ~ 2017.05 : 제19대 대통령선거 자유한국당 홍준표 후보 중앙선거대책위원회 수석부대변인
- 2017.04 ~ 2017.08 : 자유한국당 중앙당 수석부대변인
- 2018.07 ~ 2019.10 : 제13대 민선 7기 경상북도 상주시장(초선) 겸 상주 상무 축구단 구단주

## 공직선거법 위반
제7회 지방 선거 경북 상주시장 선거 직후인 2018년 6월 22일 한 건설업자를 통해 자신의 캠프 관계자 3명에게 2500만 원을 제공한 혐의(공직선거법 위반)로 2018년 12월 7일 불구속 기소되어 2019년 5월 10일 대구지법 상주지원에서 열린 1심에서 징역 1년, 집행유예 2년을 선고받았다. 2019년 8월 8일 대구고법에서 열린 2심에서 원심이 유지되었다. 2019년 10월 31일 대법원에서 원심이 확정되어 시장직을 상실하였다.
2022년 12월 27일, 2022년 12월 28일자로 특별복권되었다.

## 역대 선거 결과
| 실시년도 | 선거      | 대수 | 직책 | 선거구      | 정당       | 득표수    | 득표율          | 순위 | 당락 | 비고           |
| -------- | --------- | ---- | ---- | ----------- | ---------- | --------- | --------------- | ---- | ---- | -------------- |
| 2018년   | 지방 선거 | 13대 | 시장 | 경북 상주시 | 자유한국당 | 15,394 표 | \| \| 25.65% \| | 1위  |      | 초선, 민선 7기 |
|          | 25.65%    |      |      |             |            |           |                 |      |      |                |